# شهرام گلپریان
شهرام گلپریان (زاده ۱ آذر ۱۳۲۸ همدان)، طراح گرافیک، گیتاریست و آهنگساز، دارای مدرک لیسانس از دانشگاه تهران و فوق لیسانس گرافیک از دانشگاه آزاد اسلامی است.

## زندگی‌نامه
وی از طریق پدرش سیف‌الله گلپریان (از معلمان تأثیرگذار همدان در دهه‌های ۴۰ و ۵۰ خورشیدی) وارد عرصه هنر شد. پس از پایان تحصیلات مقدماتی به دانشکده هنرهای زیبای تهران رفت و تحصیلاتش را در رشته نقاشی ادامه داد. بسیاری از علاقمندان به موسیقی، وی را به عنوان آهنگساز می‌شناسند. گلپریان در حضور محمد رضا درویشی (آهنگساز و پژوهشگر موسیقی) دوره‌های آهنگسازی را گذراند.

## فعالیت‌ها
گلپریان سابقه آهنگسازی برای صدا و سیما، دانش رادیو، آموزش و پرورش (همکاری با امیر نوری) و آثار بسیاری در زمینه موسیقی فیلم، موسیقی آموزشی و همکاری با خوانندگان ایرانی از جمله محمد نوری را دارد. همچنین ساخت موسیقی متن دو فیلم سینمایی فردا (ستسو ناکایاما) و ساغر (سیروس الوند)، انیمیشن و ده‌ها قطعه موسیقی در کارنامه خود دارد.
وی سابقه تدریس در دانشگاه آزاد، دانشگاه توسعه عالی جهاد دانشگاهی، مدیریت گرافیک انتشارات سروش، عکاسی و … را نیز دارد.
آهنگسازی ۳ آلبوم با صدای محمد نوری از ساخته‌های شهرام گلپریان است.

## آثار

### آلبوم‌ها
- آلبوم موسیقی «در ماه باران» با صدای محمد نوری (۱۳۷۶).
- آلبوم موسیقی «شکوفه خاطرات» با صدای محمد نوری (۱۳۷۸).
- آلبوم موسیقی «شکوفه در شکوفه» با صدای محمد نوری (۱۳۸۲).

### موسیقی فیلم
- فیلم سینمایی «ساغر» به کارگردانی سیروس الوند (۱۳۷۶).
- فیلم سینمایی «فردا» به کارگردانی ستسو ناکایاما (۱۳۸۰).

### طراحی و نقاشی
- کتاب «داستان دو موش» انتشارات سروش (۱۳۶۶).[۷]
- کتاب «چیستان و کیستان» انتشارات سروش (۱۳۶۸).
- کتاب «بهار در نقاشی سارا کوچولو» انتشارات سروش (۱۳۷۰).
- کتاب «روباه و خرس» انتشارات سروش (۱۳۷۱).